# Seriphidium bicolor
Seriphidium bicolor là một loài thực vật có hoa trong họ Cúc. Loài này được (Rech.f. & Wagenitz) K.Bremer & Humphries miêu tả khoa học đầu tiên năm 1993.